# Дуйне
Дуйне, още Дуне или Дуня (тъй като н е палатализиран се среща и днес неправилното изписване Дунье, на македонска литературна норма: Дуње), е село в южната част на Северна Македония, община Прилеп.

## География
Селото е разположено в северниата част на областта Мариово, на 29 km южно от общинския център Прилеп. Селото е на надморска височина от 690 метра. Землището му е много голямо – 43,8 km2, като в него пасищата са 2487 ха, обработваемите земи 1339,1 ха, а горите само 15,6 ха.

## История

### В Османската империя
| Османски статистики        | Ханета | Неженени | Вдовици | Годишен приход |
| -------------------------- | ------ | -------- | ------- | -------------- |
| Дефтер № 4 от 1476/77 г.   | 13     | 1        |         | 920            |
| Дефтер № 16 от 1481/82 г.  | 23     |          |         | 2655           |
| Дефтер № 73 от 1519 г.     | 56     | 4        | 2       | 3259           |
| Дефтер № 149 от 1528/29 г. | 43     | 9        | 2       | 3792           |
| Дефтер № 232 от 1544/45 г. | 37     | 5        | 1       | 2092           |

В обобщен списък на джизието на немюсюлманите от селата от вакъфите на починалия султан Сюлейман в казата Пирлепе от 9 ноември 1615 година селото е отбелязано като Агдуйне с друго име Дуйне с 36 ханета (домакинства). В списък (иджмал дефтер) на селищата от вакъфа на султан Сюлейман в Морихова от 14 февруари 1628 година в Дуйне са отбелязани 33 ханета.
В XIX век Дуйне е голямо село в Прилепска кааза, Мориховска нахия на Османската империя.
В 1861 година австрийският дипломат и лингвист Йохан Георг фон Хан в книгата си Reise von Belgrad nach Salonik описва село Дуние като първото по големина от 19 български села в Мариово, със 100 къщи.
Църквата „Свети Димитър“ е изградена в 1864 година. В „Етнография на вилаетите Адрианопол, Монастир и Салоника“, издадена в Константинопол в 1878 година и отразяваща статистиката на населението от 1873 година, Дуни (Douni) е посочено като село със 125 домакинства и 515 жители българи и 8 цигани.
Според статистиката на Васил Кънчов („Македония. Етнография и статистика“) от 1900 година Дуйнье има 1224 жители, от тях 1200 българи християни и 24 цигани.
На Етнографската карта на Битолския вилает на Картографския институт в София от 1901 година Дуне е чисто българско село в Прилепската каза на Битолския санджак със 181 къщи.
В началото на XX век българското население на селото е под върховенството на Българската екзархия. По данни на секретаря на екзархията Димитър Мишев („La Macédoine et sa Population Chrétienne“) през 1905 година в Дуние има 1024 българи екзархисти и работи българско училище.
При избухването на Балканската война през 1912 година трима души от селото са доброволци в Македоно-одринското опълчение.

### В Сърбия, Югославия и Северна Македония
През войната в селото влизат сръбски части и след Междусъюзническата война то остава в Кралство Сърбия.
В Първата световна война 5 души от селото загиват като войнци в Българската армия.
В 1918 година Петър Карчев, кореспондентът на Четвърта пехотна преславска дивизия, разквартирувана в Мариово пише:
| „ | Крушевица и Дуня дават пълна представа за общата бедност на Мориховската област. Тези места дават според мене идея и за най-ниското жизнено ниво, което можеше да се срещне през онези години в Македония. Животът на местните хора напомняше в общи черти нивото на едни от най-изостаналите човешки общежития на Балканите. Може би само някои откъснати от шумния живот места в Албания съперничеха на Морихово по своята примитивност и бедност. Къщите бяха каменни и представляваха вътре едно общо помещение, покрай една от стените на което се намираше огнище. Домочадията са лежали върху пръстения под на подложена слама. Едната половина на същото помещение беше постоянно жилище на кравите и конете. Отделни сайванти за добитъка нямаше. Жилищата бяха покрити с ръжена слама – а една част от тях – с каменни плочи. Не можеше и да става дума за никаква хигиена в съвместния с добитъка живот на мориховските жители. Предполагам, че с това моше да се обясни отчасти и силното разпространение на сифилиса в Мориховско, особено в някои от селата като Дуня например. | “ |

Според Георги Трайчев Дуйне има 138 къщи с 1224 жители българи.
По време на българското управление във Вардарска Македония в годините на Втората световна война, Борис. Йорд. Георгиев от Прилеп е български кмет на Дуйне от 4 октомври 1941 година до 10 април 1942 година. След това кметове са Никола В. Николов (10 април 1942 - 20 октомври 1942), Тодор Д. Цветков от Горно Пещене (25 ноември 1942 - 1943), Колю Ст. Колев от Ловеч (26 януари 1944 - 26 април 1944) и Янко Хр. Янков  от Свищов (26 април 1944 - 26 май 1944).
В селото има основно училище до IV отделение, има поща, земеделска кооперация.
Преброявания в Югославия и Северна Македония
| Националност     | 1948 | 1953 | 1961 | 1971 | 1981 | 1991 | 1994 | 2002 |
| ---------------- | ---- | ---- | ---- | ---- | ---- | ---- | ---- | ---- |
| Общо             | 594  | 713  | 778  | 731  | 333  | 165  | 145  | 77   |
| северномакедонци |      | 710  | 775  | 728  | 332  | 165  | 145  | 77   |
| албанци          |      | 0    | 0    | 0    | 0    | 0    | 0    | 0    |
| турци            |      | 1    | 0    | 0    | 0    | 0    | 0    | 0    |
| роми             |      | 0    | 0    | 0    | 0    | 0    | 0    | 0    |
| власи            |      | 0    | 0    | 0    | 0    | 0    | 0    | 0    |
| сърби            |      | 1    | 3    | 2    | 1    | 0    | 0    | 0    |
| бошняци          |      | 0    | 0    | 0    | 0    | 0    | 0    | 0    |
| други            |      | 1    | 0    | 1    | 0    | 0    | 0    | 0    |

## Личности
Родени в Дуйне
- Анте Дунски, прилепски войвода на ВМОРО
- Стоян Димов, български опълченец, V опълченска дружина[15]

Починали в Дуйне
- Борис Велев Илчев (Генчев), български военен деец, подпоручик, загинал през Първата световна война[16]
- Ванчо Наумов (? – 1903), български революционер от ВМОРО
- Васил Томов Попов, български военен деец, поручик, загинал през Първата световна война[17]
- Димитър Гигов Рибаров, български военен деец, поручик, загинал през Първата световна война[18]
- Йосиф Петров Пенков, български военен деец, поручик, загинал през Първата световна война[19]
- Колю Делчев Илиев, български военен деец, капитан, загинал през Първата световна война[20]
- Константин Ламбринов (1868 - 1918), български военен деец, полковник, загинал през Първата световна война[21]
- Никола Андреев Мешев, български военен деец, подпоручик, загинал през Първата световна война[22]
- Панайот Бобарев (1880 - 1917), български военен деец, поручик, загинал през Първата световна война[23]
- Петър Стефанов Георгиев, български военен деец, подпоручик, загинал през Първата световна война[24]
- Фердинанд Георгиев Шопов, български военен деец, офицерски кандидат, загинал през Първата световна война[25]